# PalaLivatino
Il palasport provinciale Rosario Livatino di Gela è un'arena coperta dedicata all’omonimo magistrato ucciso dalla mafia il 21 settembre del 1990.
Sita nel quartiere Marchitello, la struttura è nota come PalaLivatino e, inaugurata nel 2009, ha ospitato negli anni vari eventi sportivi, tra i quali le partite casalinghe della Top Volley Gela militante nel campionato nazionale di pallavolo di Serie A2 durante la stagione 2010/2011.
Nei pressi del PalaLivatino sorge un'altra grande struttura di proprietà del comune, il PalaCossiga.
Inagibile per diversi anni a causa dell’inesistente manutenzione dell’ex provincia, il neo palasport fu lasciato all’abbandono per presunta mancanza di fondi sin quando, nel 2019, a seguito di un bando pubblico di gestione di varie strutture provinciali, la gestione del PalaLivatino fu assegnata alla Società Meic Services Spa con contratto di locazione della durata di 15 anni.
Prese, quindi, avvio un progetto di valorizzazione dello spazio architettonico e di completamento dell’edifici mirato a rendere il PalaLivatino una struttura polivalente per attività sportive e culturali, polifunzionale e indirizzata ad intercettare le innumerevoli richieste di servizi sportivi, culturali e sociali provenienti dal territorio.
L'impianto fu inaugurato nel 2021 in occasione della partita di basket tra la A.s.d. Melfa’s Gela Basket e la A.s.d. Orlandina Lab.
Ad oggi la struttura sportiva viene utilizzata dalla squadra locale di pallacanestro che milita nel campionato di Serie C Gold e dalla squadra di calcio a 5 della Società Calcistica Gela militante nel campionato regionale di Serie C1. Entrambe le squadre sono di proprietà della società Meic Service Spa con la presidenza di Maurizio Melfa, noto imprenditore della zona.